# はなバス
はなバスは、東京都西東京市が運行するコミュニティバス。
2001年（平成）1月21日に保谷市と田無市が合併して西東京市が発足。翌2002年3月（第1・第4ルートは30日、第2・第3ルートは23日）、西東京市「はなバス」として運行開始した。
1996年に開業した、旧・保谷市のコミュニティバス「キャンバス (Can Bus) 」を継承・発展させる形で開業した。なおこの記事では、はなバスの前身となった「キャンバス (Can Bus) 」についても記述する。
バス事業者（西武バス・関東バス）が市との協定に基づき運行し、運賃収入が運行経費に満たない場合に市が赤字分を補助金として交付する。運行は西武バス滝山営業所（第4ルート以外）、関東バス武蔵野営業所（第4ルートのみ）が担当する。
市内の4つの鉄道駅（田無駅・東伏見駅・ひばりヶ丘駅・保谷駅）と、市内の公共施設や住宅地を結ぶ。2016年4月1日から、第4北ルートが小平市内の花小金井駅への乗り入れを開始した。

## 概要
西東京市は21世紀最初の新設合併により発足した市で、東京都で最も新しい市である。多摩地域における市町村合併による市の新設は、1995年（平成7年）のあきる野市に続くものである。
保谷市と田無市の合併により発足した西東京市は、市内に西武鉄道（西武池袋線・西武新宿線）の鉄道駅5駅を擁することとなった。合併以前より、それらの各駅から西武バスと関東バスの一般路線バスが運行され、交通の便は比較的充実していた。しかし市域には狭隘道路が多いため、バス路線の定時性が損なわれがちであり、また既存のバス路線網から外れた交通空白地帯も存在していた。
合併前の保谷市ではコミュニティバス「キャンバス (Can Bus) 」が運行されており、田無市との合併後も「西東京市キャンバス」として引き続き運行されていた。しかし合併後の市民の利便性向上を図るため、コミュニティバスの再編が求められていた。
このような背景から、西東京市は市内でバス路線を運行する西武バス・関東バスに運行を委託し、2002年（平成14年）3月より新たなコミュニティバスとして「はなバス」を運行開始した。
関東バスが担当する第4北ルート・第4南ルートは、関東バスのバスロケーションシステムに対応している。

## 沿革

### 保谷市キャンバス時代
「はなバス」の前身となった「キャンバス（Can Bus）」は、旧保谷市が1996年（平成8年）3月に運行を開始したコミュニティバスである。保谷市役所（現・西東京市役所保谷庁舎）まで遠い新町地区の住民の利便を図るため運行していた。運行は西武バス上石神井営業所に委託していた。
合併前の田無市と保谷市の位置関係は、田無市が保谷市に食い込むような形で、保谷市の南部と北部で細く伸びた区域が田無市を包み込み、あたかも上下に腕を広げて抱き込むような形になっていた。面積の狭い2つの市が複雑に入り組んだ位置関係にあったことが、合併の大きな要因のひとつとなった。
新町地区は旧・保谷市の最南端部分で、西武新宿線田無駅のさらに南側に位置し、東西に細長く伸びた町域が田無市と武蔵野市の隙間に挟み込まれる形になっており、西端は小金井公園付近にまで伸びていた。西武池袋線保谷駅近くの保谷市役所（現・保谷庁舎）からは遠く、市役所へのアクセスが極めて不便な地域であった。そのため、新町6丁目から西武新宿線東伏見駅を経由して保谷市役所へ至るコミュニティバス路線として、キャンバスが運行された。

東京多摩地域では、1980年代に武蔵村山市内循環バスと日野市ミニバス、1995年には武蔵野市でムーバスが開業している。1996年の保谷市でのキャンバスの開業はこれに続く4番目のもので、多摩地域はもちろん全国的にもかなり早い時期の開業である。その後、1997年には多摩市ミニバス、町田市民バスまちっこが開業しており、2000年代にかけてもコミュニティバスの開業が相次いだ。

また、西武バス上石神井営業所のコミュニティバス運行受託としては、1991年に運行開始した練馬区シャトルバス（現・みどりバス保谷ルート）に続く2番目のものである。保谷駅の敷地の一部は練馬区にもまたがっており、みどりバス保谷ルートも保谷駅南口を発着する。なお、西武バス全体ではキャンバスに先駆け、1994年に新座営業所で朝霞市内循環バス、翌1995年に新座市シャトルバス（廃止）の運行受託も開始している。

### キャンバスからはなバスへ

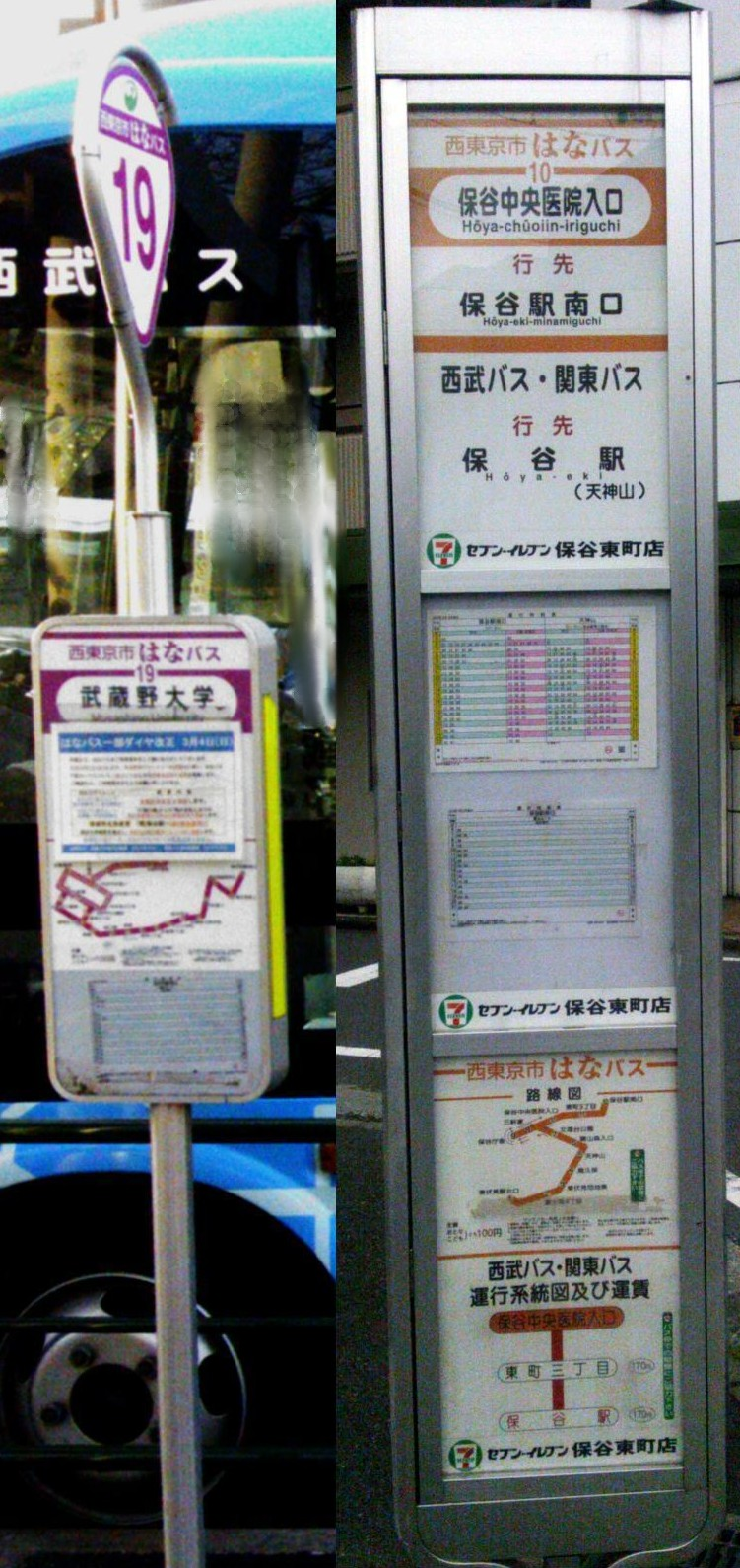
はなバスの停留所ポール。ラインカラーで色分けされている

西東京市に合併後も、当初は保谷市時代のキャンバスをそのまま引き継ぎ「西東京市キャンバス」として運行継続しており、西武バス上石神井営業所が引き続き担当していた。
しかし、キャンバスは一般路線と同様の多区間運賃制で、一般路線バスとの競合区間も多いことから利用率が芳しくなかった。また田無市と合併したことで、新町地区の住民はより近い西東京市役所田無庁舎（旧・田無市役所）を利用するようになったため、キャンバスの存在意義そのものが薄れてしまった。
一方で西東京市内には狭隘道路が多く一般路線バスが運行できない公共交通空白地域が多く存在していたため、それを解消するためコミュニティバスの運行を望む声が高まっており、誕生した西東京市の四大事業としてコミュニティバスの運行が挙げられていた。
これを実現させる形で、2002年3月より「はなバス」として、新たに4路線での運行が始まった（2004年に第5ルートも開通したが、2016年4月の改正により大きく分けて4ルートに再編された）。はなバス第2・第3ルートは、キャンバスの路線を引き継ぎ再編する形で、2002年3月23日に運行開始。第1・第4ルートは全くの新規路線として、同年3月30日に運行開始した。
愛称「はなバス」は、市民からの公募により決定された。キャンバスとは車両デザインも一新し、地域ネットワークを表現した図柄と花を描いて「明るく夢あるまちにしたい」との期待を込めて採用した。新デザインは明るい水色に、人々が歩く姿と花が描かれ、白抜きで大きく「はなバス」の文字が書かれている（のちに西東京市マスコットキャラクター「いこいーな」のラッピングバスも登場した）。
キャンバスからはなバスに変更された際、西武バスの担当路線は、上石神井営業所から滝山営業所に移管された。また第4ルートのみ、関東バスの既存の一般路線との競合を避けるため、関東バス武蔵野営業所に運行委託されることとなった。車体カラーもはなバス専用の新デザインに改められ、新車も導入された。キャンバス時代の専用車両はカラーリングを変更の上で引き継がれた。
はなバスの運行開始にあたっては、乗務員を新規採用して徹底した運転技術・接遇教育を行った。この際に4名の女性乗務員が採用された。
利用者にわかりやすくするための工夫として、各ルートにはラインカラーが付与され、路線図やバス停留所もラインカラーで色分けされた。また各停留所には停留所番号が付与された。はなバスの停留所ポールも独自デザインのものが設置され、アルミパイプ製で上部は各路線のルートカラーで塗られ、停留所番号が書かれた花びら型の看板が取り付けられている。一部はキャンバス時代に使われていたポールを再利用している場合や、歩道のない停留所では一般路線バスの停留所標識とまとめられ、普通のものに交換されてしまった箇所もある。

### 西東京市の足として定着
はなバスは合併後の新しい市の事業として、運行開始翌月の4月から乗車人員・輸送収入ともに徐々に増加し、順調に利用者が増え市民の足として定着した。2002年12月2日には早くも利用者50万人を達成。これを記念してエコバッグを作成し、同年12月4日に乗客へ配布した。またはなバスのペーパークラフトを作成し、市の公式サイトからダウンロードできるようにした。
2003年には、国土交通省が調査してまとめた報告書『全国のバス再生事例集』の「バス再生事例 コミュニティバス関係」において、はなバスが日本全国のコミュニティバスの中でも「導入効果が認められる事例」の一つとして取り上げられた。
2004年5月21日には利用者200万人を達成。これを記念して同年6月1日から8月31日まで、当時の専用車（クセニッツ・CITY）に赤いリボンの装飾を施した記念ラッピング車両を各ルートに1台ずつ運行した。また「はなバス」にちなみ、すべての車内で秋に咲く花の種を乗客へ配布した。
同2004年9月1日には、第5ルートを新設した。これにより、西東京市内の公共交通空白地域はほとんど消滅したが、ひばりが丘北東部は未だに交通の不便な地域が存在しているため、西東京市では今後も都市計画道路の開通にあわせ、はなバスネットワークを拡大・順次見直ししていく考えを明らかにした。
2007年と2010年に、西東京市が市民を対象に行なったアンケートの結果では、「西東京市になって良かったと感じること」の1位として「はなバスの運行など、交通の便が良くなったこと」が挙げられており、はなバスの存在は合併の成果として、市民から非常に高く評価されている。

### 年表
- 1996年（平成8年）：保谷市コミュニティバス「キャンバス (Can Bus) 」運行開始。西武バス上石神井営業所に運行委託し、専用車として新車（日野・リエッセ2台、車椅子用リフト無し）を導入。
- 2001年（平成13年）
  - 1月21日：田無市と保谷市が合併して西東京市が発足[2]。
  - 8月：西東京市が西武バス・関東バスに対し、コミュニティバス企画提案書について説明[9]。
  - 12月1日：市報にて新コミュニティバスの愛称を市民公募[24]。
- 2002年（平成14年）
  - 2月1日：愛称が「はなバス」に決定[25][24]。車両デザインとルートを発表[25][24]。
  - 2月15日：各ルートの停留所の位置を決定、運賃や運行時間帯などを発表[26][27]。
  - 3月15日：専用車両と時刻表など、運行内容の詳細について発表[28][29][30]。
  - 3月20日：路線図・時刻表を掲載した利用案内パンフレットを作成、市庁舎などで配布開始[29]。
  - 3月：西東京市コミュニティバス「はなバス」として4ルートで運行開始[9]。
    - 3月23日：第2ルート・第3ルート運行開始[3]。旧「キャンバス」のルートを一部引き継ぐ。
    - 3月30日：第1ルート、第4ルート運行開始[3]。新規ルート。関東バスが運行に参入。

  - 12月2日：利用者50万人を達成[16][17]
- 2004年（平成16年）
  - 5月21日：利用者200万人を達成[20][21]。
  - 9月1日：第5ルートの運行を開始[22]。
- 2010年10月1日：従来から利用客が少なかった第3ルートの東伏見循環を廃止。
- 2013年8月1日：第3ルートのルート変更と、第4ルートを除く全ルートでダイヤ改正[31]。同時に運賃改定が行われる[32]。
- 2014年4月1日：地元の小学生による車内アナウンス（停留所案内）を開始[33]。
- 2015年1月25日：西東京市マスコットキャラクター「いこいーな」のラッピングバスが運行開始[34]。当日は「西東京市いこいの森公園」でデビューイベントを開催しラッピングバス2台を展示[34]。関東バスのマスコットキャラクター「かんにゃん。」の着ぐるみも登場した[34]。
- 2016年4月1日：ルート見直しを行う[35]。従来の第2・5ルートの整理統合、第4ルートの南北ルート分離、小平市内の花小金井駅への乗り入れ開始など[35]。

## 運賃・乗車券類

### 現行運賃
2013年（平成25年）8月1日より実施の現行運賃は、大人150円、小児100円均一（未就学児童は保護者1名につき2名まで無料）。定期券は設定されていない。市内の一般路線バスとは異なり、前乗り先払い方式である。西武バス・関東バスの一日乗車券は利用できない。
運賃改定と同時に、PASMO・Suicaなど交通系ICカードでの利用が可能となった。バス利用特典サービスのポイントは2013年の運賃改定時から付与されなかった。
75歳以上の西東京市民に限り「敬老回数券」を1,000円（150円券×10枚）で販売している。販売場所は車内および西武バス滝山営業所、田無駅案内所、ひばりヶ丘駅南口案内所、関東バス武蔵野営業所。「敬老回数券」の購入には後期高齢者医療被保険者証、マイナンバーカード、運転免許証など、住所と生年月日が確認できる官公庁が発行する身分証明書の提示が必要となる（ただし車内で購入する場合は後期高齢者医療被保険者証で、その他の身分証明書は不可）。なお、東京都シルバーパスは利用できない。
各種障害者手帳（身体障害者手帳、療育手帳、精神障害者保健福祉手帳）を提示した場合、大人1名100円となる。小児運賃の障害者割引はない。身体障害者手帳第1種所持者、精神障害者保健福祉手帳所持者、知的障害者で民営バス乗車割引証所持者は、介助者も1名まで100円で乗車できる。また車椅子利用者で介助が必要な場合は、介助者も1名まで100円で乗車できる。

### 過去の運賃
運行開始より2013年7月31日までは、運賃は大人・小児100円均一（未就学児、障害者の介助者は無料）であった。しかし赤字を埋めるための財政負担が大きいことから運賃値上げに踏み切った。
この改定では大人運賃のみ値上げし、小児運賃・障害者割引運賃は100円に据え置きとされた。無料となる対象についても見直しとなり、利用者に一部負担を求める形となっている。
また車内で、はなバス専用回数券を1,000円（100円券×11枚）で販売していたが、運賃改定により廃止された（改定後も50円を追加すれば利用可能）。その代替措置として「敬老回数券」が新設された。
運行開始時はバス共通カードは利用できず、2013年7月31日の運賃改定までは交通系ICカードも利用できなかった。

## 現行路線
ダイヤは各ルートや時間帯によっても異なるが、1時間に1便から4便程度となっている。年中無休で運行、平日・土休日も同一ダイヤとなっている。

### 第1ルート（西武バス）
北町循環
- 保谷駅北口 → あらやしき公園北 → 北宮ノ脇 → 北荒屋敷 → 北町四丁目住宅 → 下保谷二丁目住宅西 → ポケットパーク → 下保谷四丁目 → あらやしき公園北 → 保谷駅北口
- 下保谷二丁目住宅西 → ポケットパーク → 下保谷四丁目 →　あらやしき公園北 → 保谷駅北口（3回運行）

2002年3月30日に運行開始。保谷駅から市北部の下保谷・北町地域を反時計回りに循環する。
運行開始当初は、保谷駅北口広場が未完成だったため、2003年4月改正まで300メートル離れた保谷駅北入口（現・あらやしき公園北）停留所が起点だった。
2010年10月1日までは、一部にスクールゾーンの設定区間があるため、平日朝の一部便は下保谷住宅付近で迂回していたが、当該区間を都市計画道路（都道25号）経由としたことでスクールゾーンによる迂回はなくなった。

### 第2ルート（西武バス）
ひばりヶ丘駅 - 保谷庁舎 - 東伏見駅線

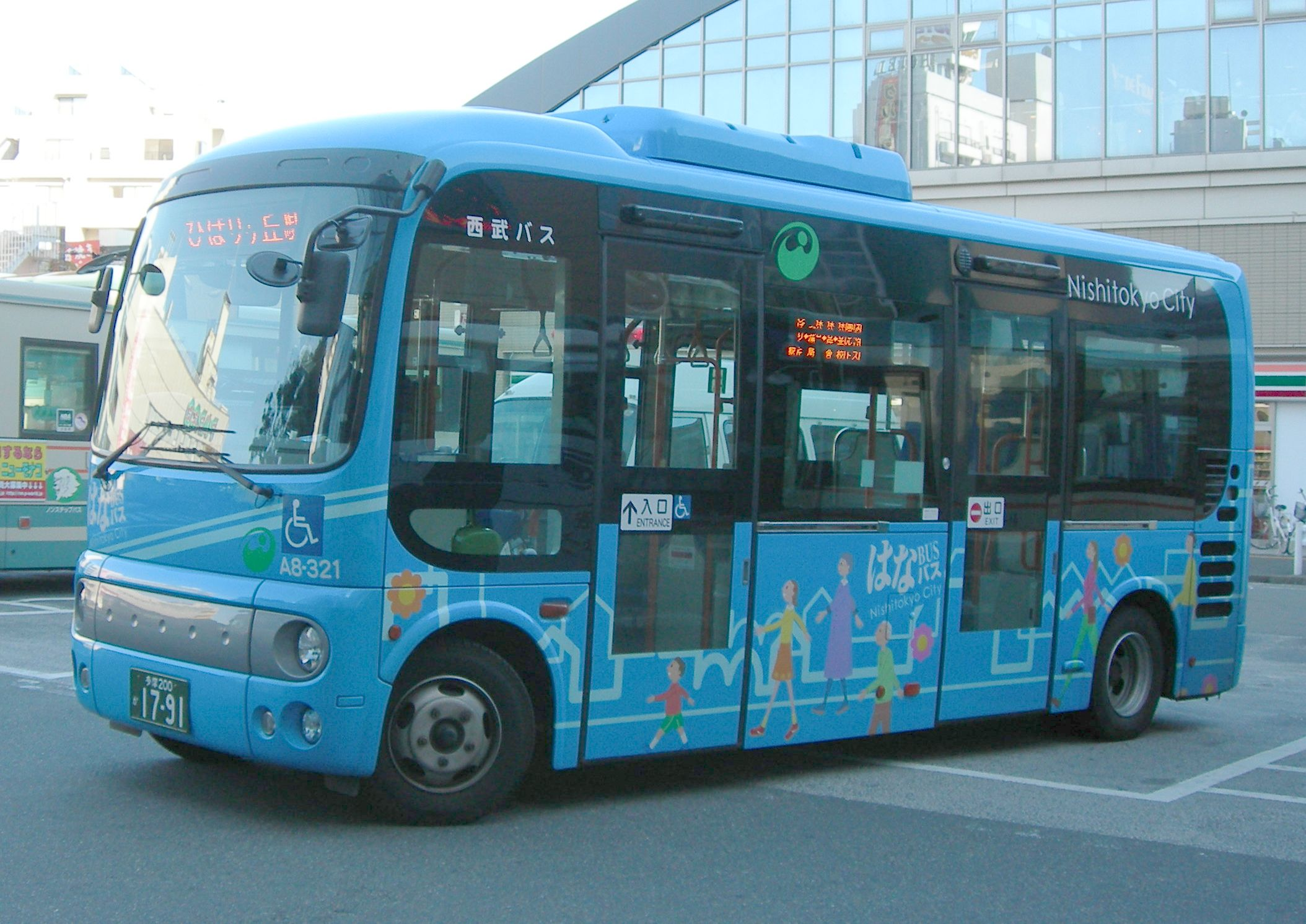
第2ルートで運用中の車両
（西武バス　A8-321）

- ひばりヶ丘駅南口 - 又六 - 消費者センター・商工会前 - 保谷郵便局 - 西東京市役所保谷庁舎 - 天神山 - 東伏見団地東 - 東伏見駅北口

住吉・泉町循環
- ひばりヶ丘駅南口 → 又六 → 保谷高校 → 中町交差点北 → 西東京市役所保谷庁舎 → 保谷郵便局 → 消費者センター・商工会前 → 又六 → ひばりヶ丘駅南口（左回り循環）

2002年3月23日に運行開始。旧・第2ルートは、キャンバスの経路を一部引き継ぎ、東伏見駅 - 保谷庁舎 - 保谷駅南口の駅間ルートに改善したものであった。
2016年4月1日の路線再編で、旧・第2ルート（保谷駅 - 保谷庁舎 - 東伏見駅北口線）と、旧・第5ルート（ひばりヶ丘駅南口 - 保谷郵便局 - 保谷庁舎線、ひばりヶ丘駅 → 保谷高校 → 保谷庁舎 → 保谷郵便局 → ひばりヶ丘駅線）を整理して、新・第2ルートとして統合したものである。
両路線の重複する、ひばりヶ丘駅南口 - 消費者センター・商工会前、保谷庁舎 → 如意輪寺間の運行回数は、日中1時間あたり2〜3本運行されている。

### 第3ルート（西武バス）
田無駅 - 東伏見駅線
- 田無駅北口 - 田無庁舎前 - 田無特別支援学校 -（← 小金井公園東 / 新町五丁目 →） - 境橋 - （→ 柳橋 →） - 武蔵野大学 - 武蔵野北高校前 - 東伏見 - 東伏見駅南口

向台循環
- 田無駅北口 → 田無庁舎前 → 田無特別支援学校 → 田無高校 → おおぞら公園西 → 向台町三丁目 → 向台中央通り → 田無特別支援学校 → 田無庁舎前 → 田無駅北口

2002年3月23日に運行開始。こちらも旧・キャンバスの経路を引き継いで運行された。
本線の田無駅 - 東伏見駅間の運行は、1時間に1本程度である。小金井公園東 / 新町五丁目 - 武蔵野大学間で関東バスの既存路線と完全に並行するが、停留所位置は一致していない。「東伏見」停留所も、一般路線バスの「東伏見稲荷神社」停留所とは多少離れている。
武蔵野大学及び損保ジャパン事務センターが沿線にあるため、通勤通学の利用客が多いのが特徴である。また本線の田無駅 - 東伏見線は鉄道利用より割安であり、乗り通し客も多い。
時間帯によっては、終点の田無駅北口の手前で西武新宿線の開かずの踏切を渡るため、列車通過待ちで長時間停車することがあるが、田無駅へ急ぐ際は1つ手前の「田無庁舎前」停留所（駅南口まで徒歩3分）が案内される。
2010年10月1日の改正で、向台町のIHI跡地再開発エリア内に延伸するため、向台町四丁目経由から向台町三丁目経由にルート変更された。

### 第4ルート（関東バス）
2002年3月30日に「第4ルート」として運行開始。多摩六都科学館行きの関東バスの一般路線との競合を避けるため、はなバス開業時から関東バス武蔵野営業所に委託している。関東バスのバスロケーションシステムに対応している。
田無駅北口から、市西部の芝久保町を経由して多摩六都科学館に至る路線。関東バスで唯一の田無駅北口へ乗り入れる路線である。ただし付近の青梅街道上にある「田無駅入口」バス停に、関東バスの一般路線バスが発着している。
ルートがほぼ全般的に狭隘な道のため、芝久保運動場にて上下の交換待ちをするのが特徴。旧第4ルート時代は、朝のスクールゾーン時間帯のみ田無駅 - 芝久保運動場で折り返し運転を行っていたが、第4南ルートになってからは、時間帯を問わず折り返し運転を行うようになり、折り返し運転時の芝久保運動場の乗り場も変更された。また、田無庁舎前バス停で乗務員交代が行われることがある。
2016年4月1日の再編により、「第4北ルート」「第4南ルート」に変更された。田無駅付近などの西武新宿線の開かずの踏切による遅延や、芝久保運動場 - 多摩六都科学館間の乗客減にともない、開業以来の第4ルートを大幅に見直し、芝久保運動場経由の南ルート、多摩六都科学館経由の北ルートに再編された。同時に小平市内への乗り入れが開始され、南北両ルートとも東京都小平合同庁舎を経由して、西武新宿線花小金井駅北口を起終点とする経路へ変更された。

#### 第4北ルート
田無駅 - 多摩六都科学館 - 花小金井駅線
- 田無駅北口 - 田無警察署前 - （← 田無総合福祉センター ←） - 田無橋場西 - （← 北芝久保 ←） - 西原町四丁目（田無ファミリーランド） - 多摩六都科学館 - 小平合同庁舎 - 花小金井駅北口
- 田無駅北口 ← 田無警察署前 ← 田無総合福祉センター ← 田無橋場西 ← 北芝久保 ← 多摩六都科学館 ← 小平合同庁舎 ← 花小金井駅北口（朝の田無駅行きのみ迂回）

2016年4月1日の再編により「第4北ルート」として新設された。
新設された第4北ルートの「北芝久保」停留所は、ルート再編の計画時点では両方向が停車予定で、停留所ポールまで設置されていたが、田無駅方向のみの停車となり、停車しない逆方向のバス停ポールはそのままカバーがかけられた状態で設置されていた。

#### 第4南ルート
田無駅 - 芝久保運動場 - 花小金井駅線
- 田無駅 - 田無庁舎前 - 南町六丁目 - 府中道 - 芝久保運動場 - 芝久保二丁目 - 西武住宅北 - 芝久保 - 小平合同庁舎 - 花小金井駅
- 田無駅 - 田無庁舎前 - 南町六丁目 - 府中道 - 芝久保運動場

2002年3月30日に「第4ルート」として運行開始。2016年4月1日の再編により「第4南ルート」となる。

## 過去の路線

### 2016年改正路線

#### 旧・第2ルート（西武バス）
東伏見駅 - 保谷庁舎 - 保谷駅線
- 東伏見駅北口 - 東伏見団地東 - 鳥久保 - 天神山 - 碧山森入口 - 文理台公園 - 保谷庁舎 - 保谷駅南口
- 保谷庁舎 → 保谷駅南口（夕方1回運行）
- 東伏見駅北口 ← 東伏見団地東 ← 鳥久保 ← 天神山 ← 碧山森入口 ← 文理台公園 ← 保谷庁舎（午後1回運行）

2002年3月23日に運行開始。東伏見駅から市東部の富士町・中町・東町・保谷庁舎を経由して保谷駅に至る。旧・キャンバスの経路を一部引き継ぎ、駅間ルートに改善した。
当初は東伏見駅南口を起点としていたが、西武新宿線の踏切渋滞のため遅れが慢性化し、北口始発に変更された。また、東伏見駅から西武池袋線にいく場合、当路線を利用すると高田馬場駅経由よりも運賃が安い場合があるため、当路線を利用して池袋駅に向かう旅客もいた。
2006年10月、保谷駅再開発事業に伴い、同駅のりばは駅西側の西武バス待機場内に変更されたが、2012年3月、保谷駅再開発事業完了に伴い、駅南口のロータリー内に変更されている。
2016年4月1日、従来の第5ルートと路線調整、並走する一般路線バスとの競合を避けるためもあり、現行第2ルートに変更された。

#### 旧・第4ルート（関東バス）
田無駅 - 多摩六都科学館線
- 田無駅北口 - 田無庁舎前 - 南町六丁目 - 府中道 - 芝久保一丁目 - 芝久保運動場 - 芝久保二丁目 - 西武住宅南 - 芝久保 - 東京街道・科学館南 - 多摩六都科学館
- 田無駅北口 - 田無庁舎前 - 南町六丁目 - 府中道 - 芝久保一丁目 - 芝久保運動場（平日朝4回運行）

2002年3月30日に運行開始。当時は平日朝のスクールゾーン時間帯のみ、田無駅 - 芝久保運動場で折り返し運転を行っていた。
田無駅北口 - 田無庁舎前間、みたけ分社通り - 芝久保二丁目間の、西武新宿線の開かずの踏切による遅延や運転打ち切りなど定時運行が困難になったこと、芝久保運動場 - 多摩六都科学館間の乗客が伸びなかったことなどを理由に、ルートを大幅に見直すことになり、2016年4月1日の路線再編により、現行の南北ルートに変更された。

#### 第5ルート（西武バス）
住吉・泉町循環
- ひばりヶ丘駅南口 → 谷戸北 → 消費者センター・商工会前 → 保谷高校 → 三軒家 → 保谷庁舎 → JA東京みらい保谷支店 → 如意輪寺 → 消費者センター・商工会前 → 谷戸北 → ひばりヶ丘駅南口
- ひばりヶ丘駅南口 - 谷戸北 - 消費者センター・商工会前 - 如意輪寺 - JA東京みらい保谷支店 - 保谷庁舎

2004年9月1日より運行開始。2016年4月1日の再編で、新・第2ルートに統合されて廃止。

### 2010年廃止路線

#### 第3ルート（西武バス）
東伏見循環
- 東伏見駅南口 → 東伏見坂上 → 東伏見 → 伏見通り → 電通裏 → 東伏見四丁目 → 東伏見駅南口

東伏見駅南口から、南部の伏見地区を経由して戻る循環路線。
もともと便数も少なく、五日市街道で一般路線と競合していることから、コミュニティバスとしての役割を果たし切れず、末期は1日2便まで減便され、2010年10月1日に廃止された。

### キャンバス時代の路線
- 保谷市役所 - 天神山 - 東伏見駅 - 境橋 - 新町6丁目 → 小金井公園東 → 新町5丁目 →  新町6丁目

保谷市コミュニティバスとして1996年に開業した、キャンバス時代の運行ルート。西武バス上石神井営業所が担当。
保谷市役所（現・西東京市役所保谷庁舎）から東伏見駅を経由して、旧・保谷市最南端の新町地区を結ぶ路線。
キャンバスのルートは、はなバス第2・第3ルートに引き継がれ、東伏見駅を境として南北に分割された上、それぞれ延伸されて駅間ルートとなった。
はなバス開業時の第2ルート（東伏見駅 - 保谷庁舎 - 保谷駅線）は、北側の東伏見駅 - 保谷市役所の区間を、保谷駅南口まで延伸したもの。その後2016年の路線再編により、第2ルートの起終点は、保谷駅南口からひばりヶ丘駅南口へ変更されている。
はなバス第3ルート（田無駅 - 東伏見駅線）は、南側の東伏見駅 - 新町の区間を、田無駅まで延伸したもの。キャンバス時代からはなバス第3ルートと同様に、新町6丁目 - 小金井公園東 - 新町5丁目の間がループ区間となっている。

## 車両
| 「いこいーな」ラッピングバス。車両により絵柄が異なる（西武バス） |  | 「いこいーな」ラッピングバス。車両により絵柄が異なる（西武バス） |
| 「いこいーな」ラッピングバス。車両により絵柄が異なる（西武バス） |  |                                                                  |

水色を基調に、大人から子供まで様々な人のイラストと花があしらわれた専用車が導入された。これは地域のネットワークを表現しており、鮮やかで可愛らしいデザインは市民からも好評である。西東京市のキャラクター「いこいーな」を描いたラッピングバスもある。
全ルートで小型バスにより運行される。道路事情や担当事業者の違いから、ルートにより使用車種やサイズは異なっていた。また、各車両とも社番（バス事業者内部で付番した管理番号）が屋根上に記載され、車椅子での乗車にはリフトやスロープ板を装備して対応していた（リフトバスは全車除籍済）。
運行開始時は保谷市「キャンバス」で使用されていた車両も、はなバス塗装に変更され使用された。当初は輸入車を含め多様な車種が配置されていたが、日本国内で生産されるバス車種の集約の影響もあり、車種は統一されつつある。西武バスでは2007年から、関東バスでは2016年から、国産小型ノンステップバスの日野・ポンチョが導入開始され、主力車両となっている。西武バスの車両は2016年にポンチョに統一され、初期のポンチョはすでに新型車への代替が始まっている。

### 第1ルート（西武バス）

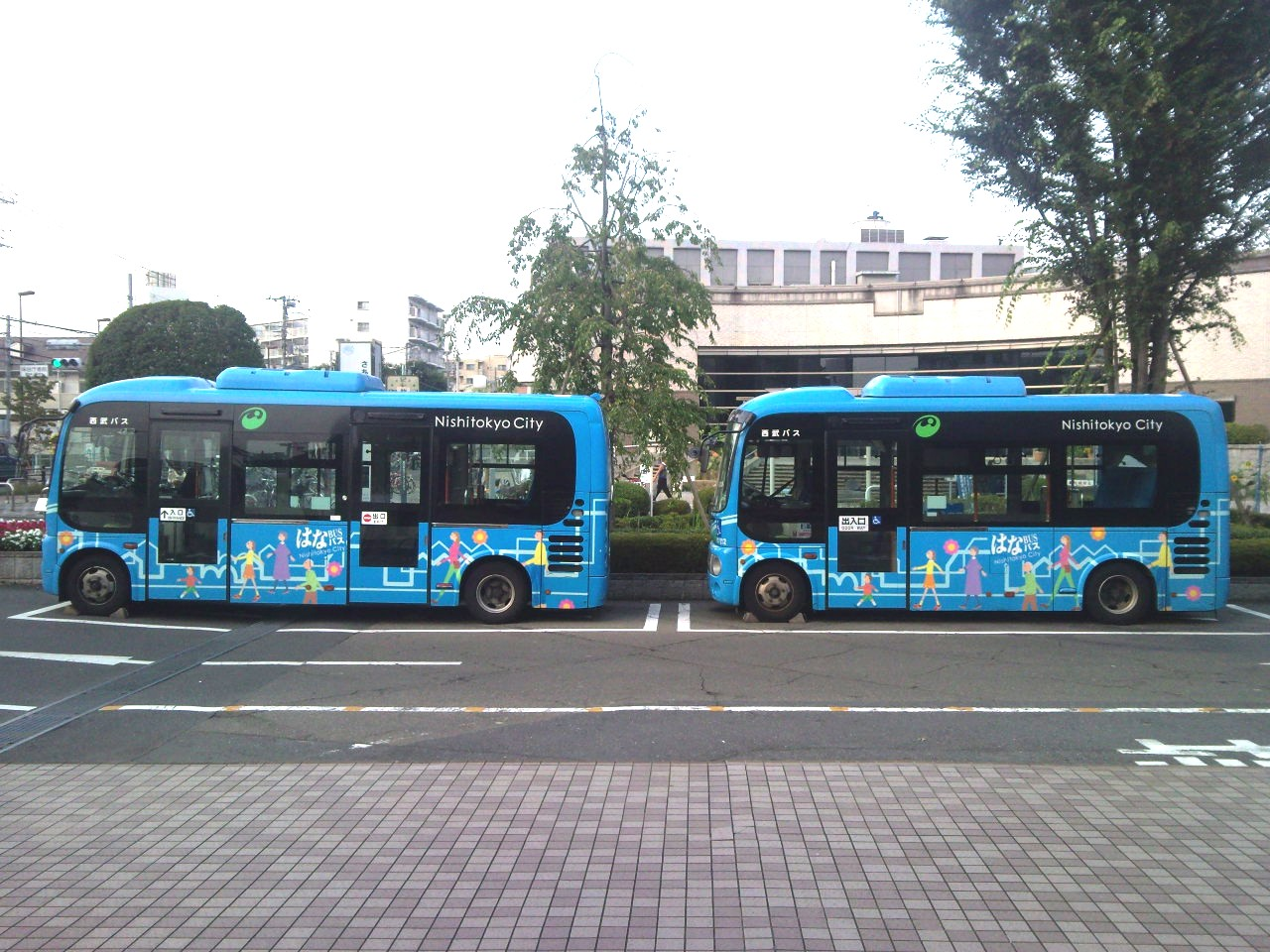
日野・ポンチョのショートボディとロングボディ。
右側の1ドア・ショートボディが第1ルートで使用される

第1ルートには車幅2m以内の制限がある区間が存在するため、開業当初に使用されていたオーストリア製のクセニッツ・CITY-IIは、全幅1.84mという特殊サイズで3台（A2-797～A2-799）導入された。後面にスロープ板を装備した扉があり、車椅子はここから乗降する。第1ルート専用として使用され、側扉は前1ヶ所のみで前乗り前降りであった。
2007年6月、車体幅が2mを超える日野・ポンチョ（ショートボディ）を3台導入し、クセニッツ車を代替した。1ドア車のため乗降方式は従来どおり前乗り前降りで、車椅子も前扉から乗降する。通常は2台で運行し、1台は予備車となる。

### 第2・3ルート（西武バス）

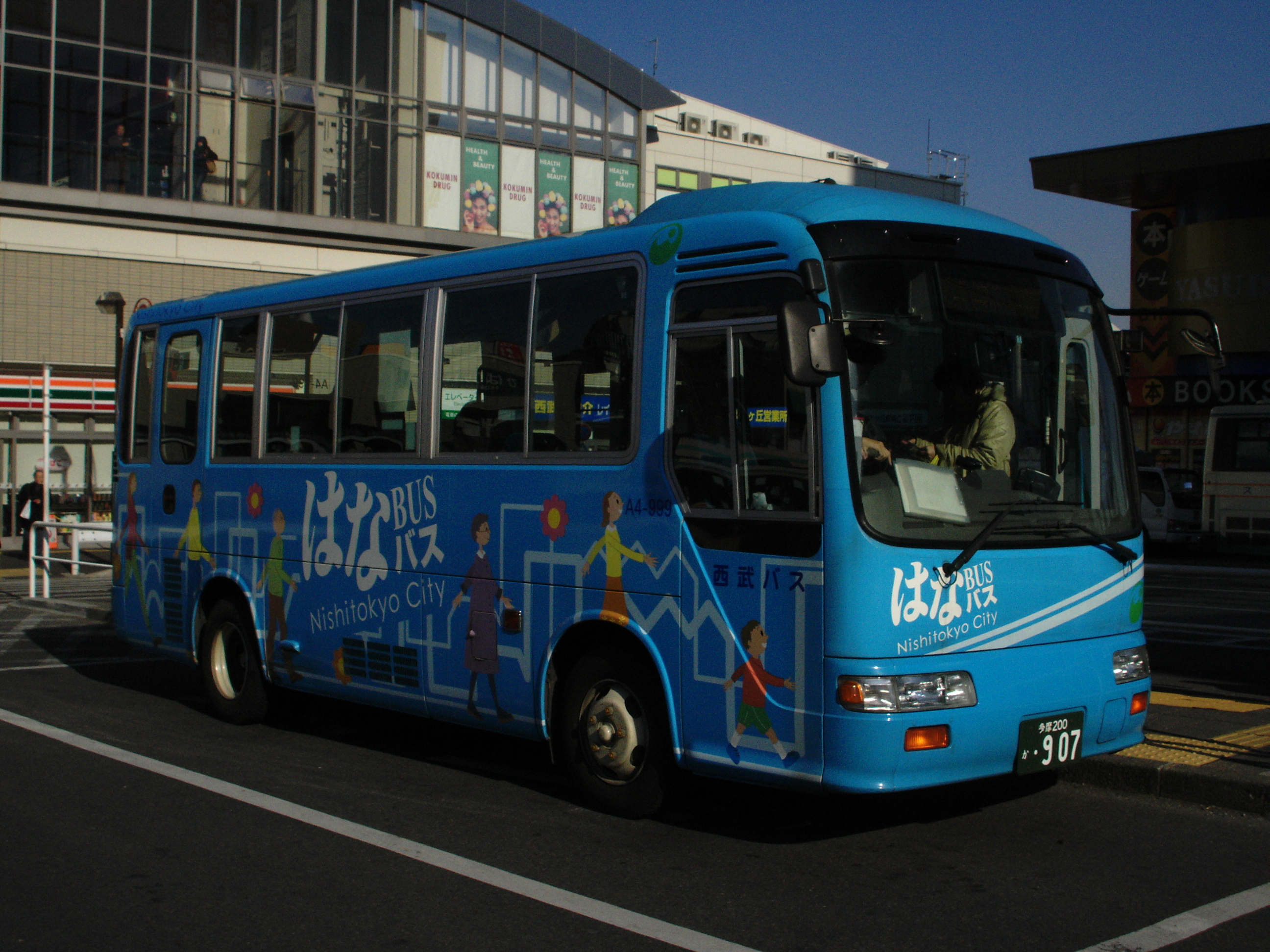
2004年度導入車の日野・リエッセ（西武バス、A4-999号車）※除籍済

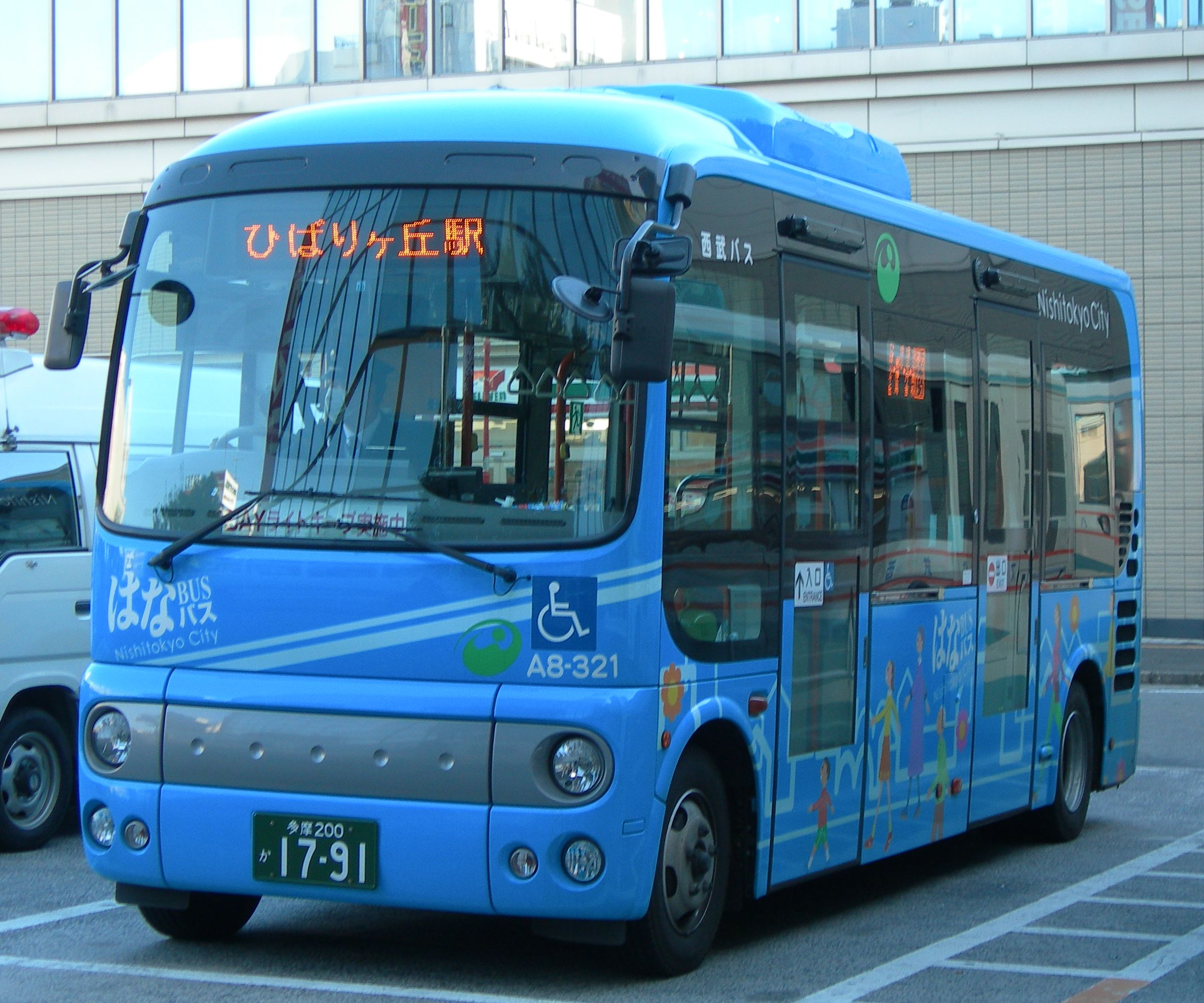
2007年以降は日野・ポンチョでの導入となった
（西武バス、A8-321号車）

運行開始時は、国産小型バスの日野・リエッセと、日産ディーゼル・RNで運行された。
日産ディーゼル・RNは、2002年のはなバス運行開始時に、2台（A2-794・A2-795、KK-RN252CSN）が導入された。
リエッセは、元キャンバスの車両を含めて、以下の4台が在籍した。
- 元キャンバス専用車2台（A6-312・A6-397、KC-RX4JFAA、1996年式[39]）
  - 車椅子用リフト無し、中扉折戸[39]。
  - 前面・後面・側面に幕式の方向幕を装備。キャンバス時代は後乗り整理券方式だったため、側面方向幕の位置が中扉脇に位置していた。
  - 上石神井営業所から転属後、はなバスカラーに変更して使用。
  - キャンバス時代の車両デザインは、白をベースに後方に色が入り、その部分に大きく「Can Bus」の文字が入る（A6-312はピンク、A6-397は水色）。側面には保谷市の花・サザンカが大きく描かれる。前面には「Hoya City Can Bus」、側面には「Hoya City」と書かれていたが、西東京市キャンバスとして運行していた時期は、塗装はそのままで「Hoya」の文字を「Nishi Tokyo」に書き換えて使用していた。
- 2002年のはなバス運行開始時に導入した新車1台（A2-796、KK-RX4JFEA[39]）
  - 環境に配慮して、室内CNG車での導入となった（フラットフィールド改造によるすぎ丸・ちゅうバスと同様の仕様）。
  - ステップリフトバス。LED式行先表示器を装備。
- 2004年の第5ルート新設時の増備車1台（A4-999、KK-RX4JFEA[13]）
  - ディーゼル車での導入。ステップリフトバス。LED式行先表示器を装備。

2007年3月、キャンバスから引き継いだリエッセの代替で、ポンチョ（ロングボディ、A7-186～187）が導入された。これによりリエッセは1台が除籍、1台は予備車として残ったものの、翌年に除籍されている。
2012年9月、ポンチョ（ロングボディ、A2-749〜751）が導入され、初代車両のRN2台を置き換えた。RNは除籍後、西武観光バスへ移籍したものもある。
CNG車のリエッセ1台（A2-796）が、2013年に開業したイオンモール東久留米のシャトルバス専用車に転用されたため（その後除籍）、2013年3月時点では、リエッセ1台、ポンチョ6台体制であった。
2016年2月にポンチョ（A6-891）が導入され、最後のリエッセ1台（A4-999）を置き換えた。
第2・第3ルートでは専用車の点検時に、西武バスの一般路線カラーの中型車（日産ディーゼル・スペースランナーRM、はなバス専用予備車）が代走することがあった。

### 第4ルート（関東バス）

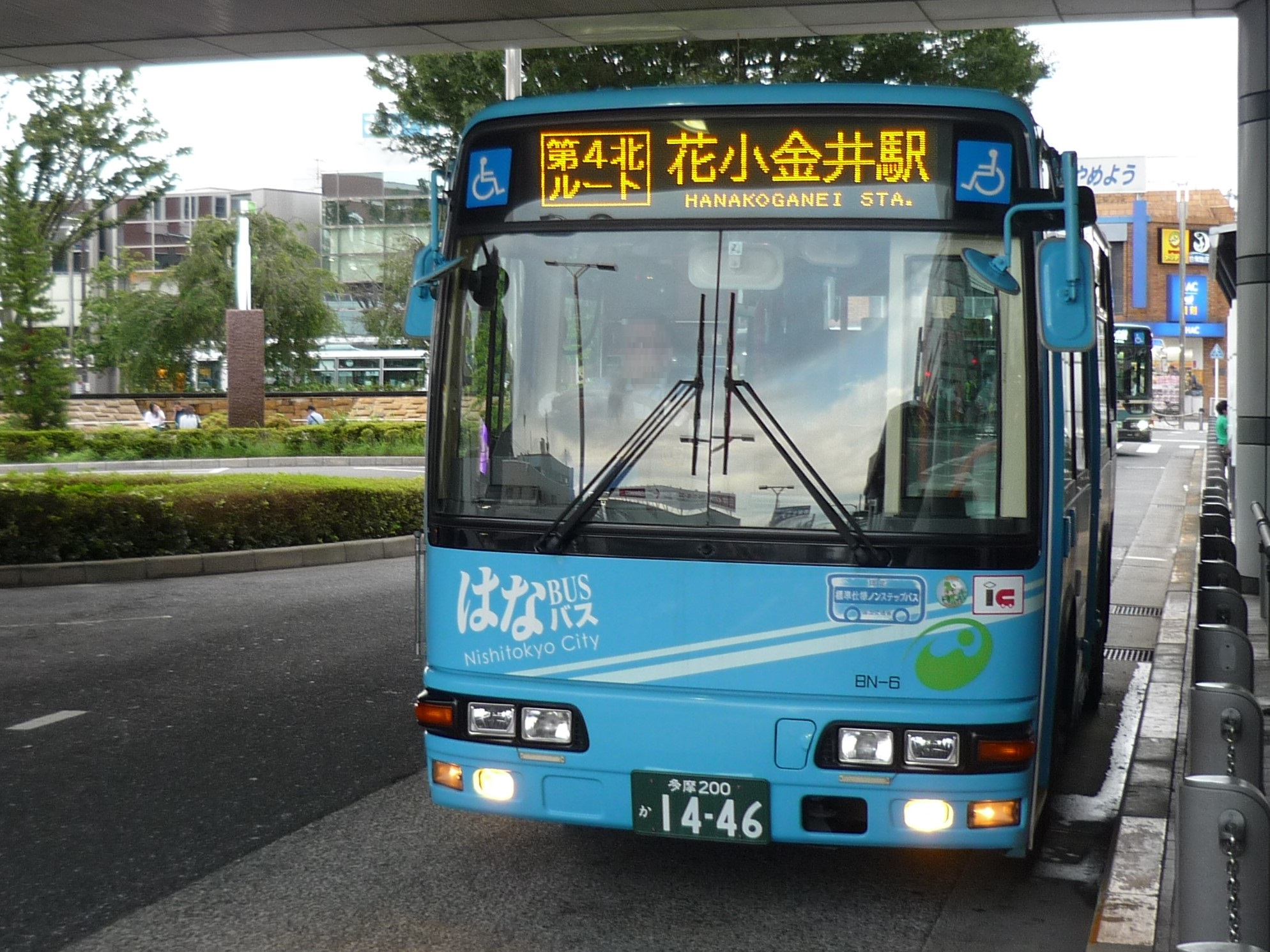
第4北ルートの車両三菱ふそう・エアロミディME
（関東バス、BN-6号車）

第1ルート用と同様、開業当初はクセニッツ製の車両（CITY-III）が3台投入された。全幅も同様であったが車体長は少し長く、前後2扉で前乗り後降り仕様であった。後扉にはスロープ板を装備し、車椅子はここから乗降していた。
クセニッツ車の使用時代、第4ルートで予備車が確保できない場合は、一般路線用の小型ノンステップバス（エアロミディME、五日市街道営業所から借用）や、小型貸切車の日野・レインボーRBもしくはリエッセ（青梅街道営業所から借用）が代走した。貸切車が使われる場合は案内・運賃収受の都合上、車掌が乗務していた。また貸切車代走の場合は車椅子で乗車できなかった。
2007年2月に三菱ふそう・エアロミディME（PA-ME17DF）が3台（BN-5～7）導入され、クセニッツCITY-IIIを置き換えた。通常は2台で運行し、1台は予備車となる。
2014年7月末より、まれに関東バスのムーバス専用車両が代走する場合がある。
2016年の第4ルート再編に伴い、関東バスでもポンチョ（2ドアロングボディ）の導入を開始した。2019年からは新規導入されたポンチョにより、エアロミディMEの置き換えが始まっている。

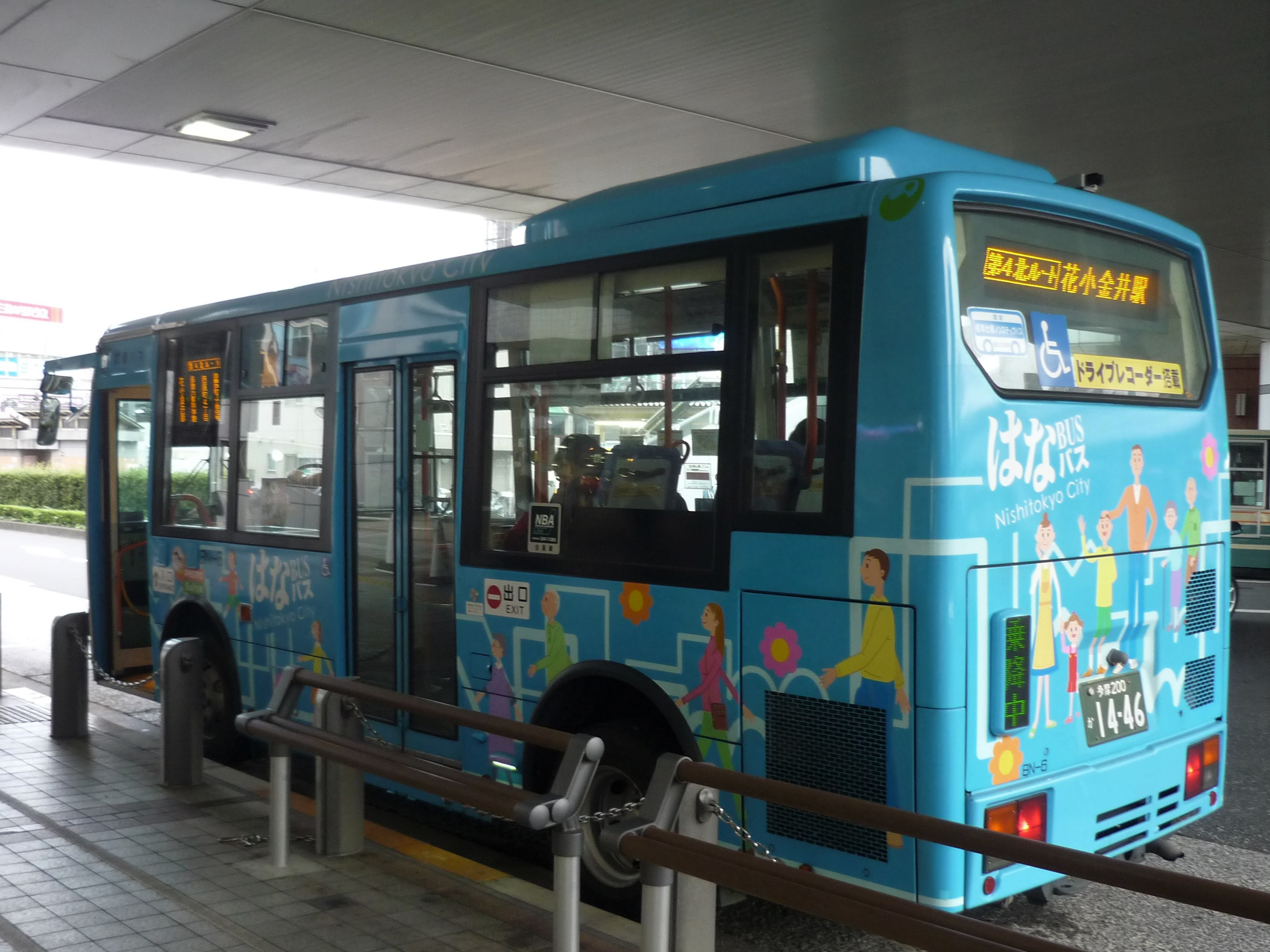
エアロミディMEのリアスタイル（BN-6）
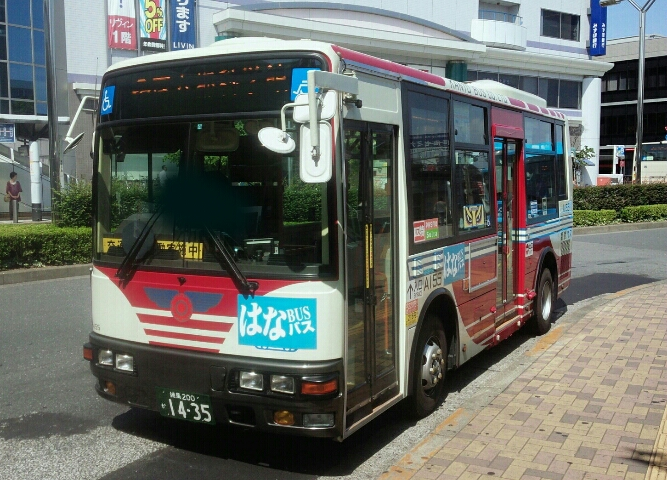
一般路線車のエアロミディMEによる代走（A155）
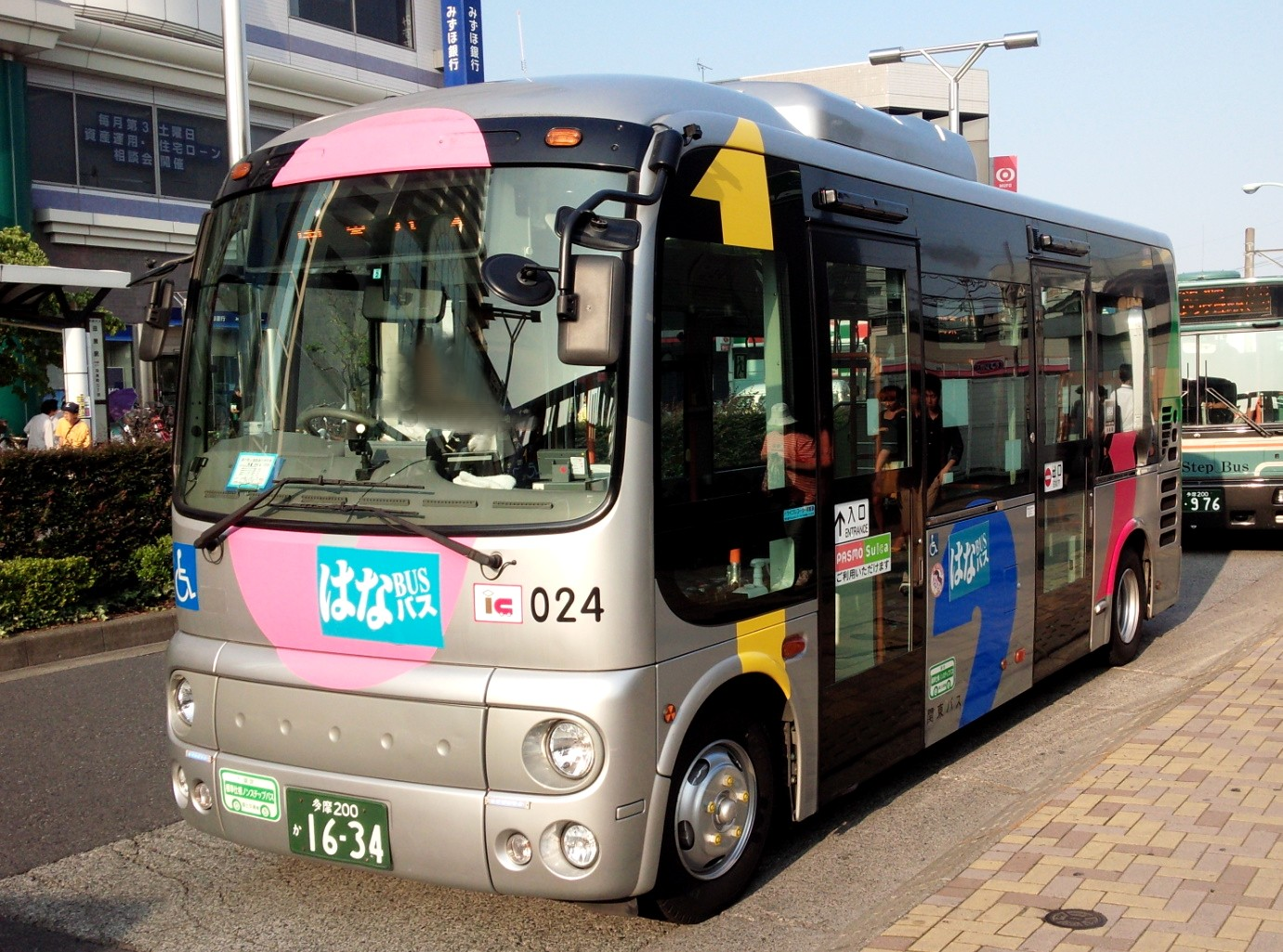
ムーバス専用車のポンチョによる代走（024）